# Trava, Loški Potok
Trava je naselje v Občini Loški Potok.
K naselju spada devet kilometrov oddaljen zaselek Medvedjek.